# Манастир Пустиња
Манастир Пустиња је женски манастир Српске православне цркве. Налази се код села Вујиновача, десетак километара од села Тубравић изнад Ваљева. На улазу је у Пустињску клисуру коју је река Јабланица усекла у северозападне обронке Јабланика (1274 m), једног од највиших врхова Ваљевских планина. Припада Епархији ваљевској Српске православне цркве и представља непокретно културно добро као споменик културе од великог значаја.
Ово свето место, несагледиво са пута и речице, заклоњено је стрмим, шумовитим падинама планине Орловаче са северне и Беле стене са јужне стране. У потпуности оправдава име које му је дато. Скучен, заравњен плато, окружен густом шумом, од насеља у околини удаљен око три километра, у прошлости је пружио идеалне услове за подизање сакралног седишта. И данас чува и расејава православну хришћанску духовност.

## Историја
Од настанка до 1962. године, када је пробијен уски асфалтни пут од Поћуте (на путу Ваљево-Бајина Башта) ову светињу је од турских похода и ратних разарања штитила уска, стрма стаза усечена у врлетне литице Беле стене. С друге стране, неприступачност Пустињског комплекса учинила је да се и до данас многи нису упознали са културно-историјским вредностима овог места и лепотом природе која га окружује, као што је записала Десанка Максимовић у манастирску књигу 1992. године: Срећна сам што сам посетила ово Свето место. Како бих пошла на онај свет, да овде нисам била и поклонила се иконама у овој светињи.
Извесно је да је садашња црква посвећена Ваведењу Пресвете Богородице саграђена на темељима старије, с обзиром да су Турци дозвољавали подизање храмова само на местима где су пре њиховог доласка биле богомоље или писана документа о ранијем постојању. Докази о постојању старијег храма на месту данашњег пружају остаци темеља и гроб са скелетом откривен приликом сондажних ископавања спољног зида олтарске апсиде (радове је обављао стручни тим Међуопштинског завода за заштиту споменика културе из Ваљева).
Такође, у литератури се помиње постојање Ваведењске цркве у 12. веку /Ружичић 1893, Живојиновић 1972, Новаковић и Миклуш 1998/што упућује на закључак да би будућа систематска археолошка истраживања резултовала, поред материјалних доказа о пореклу и старости првобитне цркве, и расветљавању значаја који је Пустиња заузимала у српској средњовековној историји и духовној култури.

## Архитектура
Обновом Пећке патријаршије 1557. године започео је културни процват у Србији, а посебно градитељске активности на обнови православних цркава и манастирских целина. Црква манастира Милешеве, као традиционални представник рашке школе са изразитим неговањем култа Светог Саве, била је узор градитељима касног средњег века, нарочито у западној Србији. Тако је и црква Ваведења Пресвете Богородице грађена у традицији рашке школе, као једнобродна куполна грађевина проширена правоугаоним певницама са северне и јужне стране. Међу бројним грађевинама у околини цркве у Грачаници и Лелићу, цркве манастира Јовање и Ћелије, Ваведењски храм се издваја изразито складним архитектонским склопом, чије сажете димензије наглашено стреме у висину.

## Општи изглед јужне стране цркве Ваведења Пресвете Богородице
Особености њене архитектуре чине зидани иконостас, пространи олтарски простор завршен сегментном апсидом и купола споља шеснаестостраног тамбура који почива на тромпама. Зидајући ломљеним каменом и правилно тесаном сигом из околине, а препокривши је клисом, градитељ Пустињске цркве је оживео равне и мирне површине спољних фасада. Уз цркву је 1848. године дозидана припрата над којом се уздиже двоспратни звоник.
Као јединствена грађевинска целина, црква и припрата су дужине 19,5 m, ширине 7 m, висине 9 m, док је висина звоника 16 метара. Након неколиких страдања и мањих преправки, по први пут од настанка, у периоду 1972-76. године обављени су конзерваторско-рестаураторски радови којима су архитектура и сликарство враћени у првобитно стање /радове је обављао Завод за заштиту споменика културе из Крагујевца/. Том приликом кров је аутентично препокривен клисом, припрата црепом, обијањем малтера откривен оригиналан изглед фасада од ломљеног камена и сиге, фрескама враћен првобитни сјај, а црква заштићена спроведеним дренажним каналом од подземних вода.

## Живопис
Црква је живописана за кратко време, од 15. марта до 25. јуна 1622. године, старањем игумана Јанићија Битојевића, о чему сведочи ктиторски фреско натпис на западном зиду изнад улазних врата у храм. Јединствена очуваност зидног сликарства сврстава Пустињу међу најзначајније споменике културе времена у коме је настао. Сликари Никола и Јован потписали су се у ниши проскомидије, на сликаном саркофагу из кога се појављује лик мртвог Христа. Захваљујући фреско натписима испод вела анонимности назиру се, дакле, обриси оних личности чије су заслуге за лепоту Пустињске цркве несумњиве. Фреске не красе само унутрашње зидове, већ и спољне фасаде. Тако је у пространој линети на северној фасади приказана Богородица са малим Христом типа брзопомоћнице, „која помаже овоземаљским стварима“. Првобитна западна фасада цркве, која је доградњом припрате постала њен источни зид, осликана је двема тематским целинама: у линети над вратима представљена је патронска композиција Богородичиног Ваведења, док је на читавој преосталој површини опширно насликан Страшни суд, од тренутка када Христос заузима место судије /у највишој зони/, преко сабора апостола и анђела, буђења живих и мртвих на земљи и мору, до праведника и рајског врта /лево од улаза/, односно паклених мука грешника у огњеној реци (десно од улаза).
Према средњовековним узорима, живопис је унутар цркве распоређен по зонама, раздвојен бордуром. Одређујући зону сокла, у најнижим партијама зидова сликом је опонашана завеса. Олтарски простор је одвојен од брода цркве зиданом преградом, те је зидно сликарство раздвојено у две целине. Сама олтарска преграда украшена је сликаним орнаментом, а у првој зони стојећих фигура уз њу су приказани апостолски прваци, Свети Петар и Свети Павле. Поред Светог Јована Крститеља, једног од најлепше сликаних ликова ове целине, на зидовима певница смештене су представе светих ратника: Димитрије, Георгије, Нестор, Прокопије у јужној певници и Артемије, Никита, Меркурије, Теодор Тирон, Теодор Стратилат у северној певници. На јужном пиластру су насликани српски светитељи, Свети Сава и Свети Симеон, а наспрам њих свети лекари Пантелејмон и Дамјан.
На јужном зиду западног травеја поред ктиторске композиције која приказује јеромонаха Јоакима како Богородици, патрону цркве, приноси модел Пустињског храма, насликан је монашки узор, Св. Антоније Велики, а на западном зиду, као чувар улаза, приказан је Арханђео Михаило са исуканим мачем. Са идејом очувања хришћанства северно од врата представљени су цар Константин и царица Јелена, који између себе држе крст Христовог распећа. На северном зиду западног травеја насликане су фигуре пустињака Св. Онуфрија, великосхимника Св. Јефрема Сирина и лекара Св. Козме.
Изнад зоне стојећих фигура, у уском појасу медаљона живописане су допојасне светитељске фигуре. Представе у медаљонима сликане су и на потрбушјима лукова, чиме је у Пустињи постигнуто приказивање читаве галерије разнородних светитељских скупина /као петозарни, персијски или никомедијски мученици/.
У другој и трећој зони распоређене су композиције које припадају циклусима Великих празника, Страдања Христових и Чуда. У нижој зони, почев од зиданог иконостаса у смеру казаљке на сату, ређају се: Оплакивање, Христос и Самарјанка, Исцељење болесног од водене болести и Пилатов суд, Ругање Христу, Успење Богородице, Издајство Јудино, Улазак у Јерусалим, Исцељење раслабљеног, Исцељење слепог од рођења и Скидање с крста. У вишој композиционој зони од иконостаса у смеру сказаљке на сату налазе се: Благовести, Рођење Христа, Сретење, Крштење, Васкрсење Лазара, Пут на Голготу, Распеће и Мироносице на Христовом гробу.
Четири композиције из ових циклуса насликане су у кубусу куполе: Силазак Св. духа, Преображење, Вазнесење и Тајна вечера. У тромпама су допојасне представе пророка, а над њима четворица јеванђелиста који исписују своје текстове (Св. Марко, Св. Лука, Св. Матеј и Св. Јован). Тамбур куполе између осам прозора испуњавају стојеће фигуре пророка, док је у калоти најпре у прстену представљен низ анђела и серафима, да би се у темену нашло попрсје Христа Пантократора. Свод западног травеја краси голобради лик Христа Емануила.
Олтарски простор јс заклоњен од ока верника зиданом преградом на којој су приказане стојеће фигуре изабраних светих ђакона, архијереја и мученика. Изнад насликане драперије сокла у конхи апсиде је композиција Служења свете литургије-Поклоњење Јагањцу. Над њом је Причешће апостола, док је у врху Богородица Платитсра /Најсветија-шира од небеса/. Чело лука апсиде испуњавају допојасне представе архијереја и пророка у медаљонима.
У ниши проскомидије, уз лик мртвог Христа у ковчегу представљени су Богородица и Св. Јован Богослов како га оплакују. Осим високих црквених архијереја који припадају композицији Поклоњења I Св. Спиридон, Св. Герман, Св. Игњатије Богоносац на јужном зиду и Св. Никола на северном/, у северозападном углу приказана је Визија Св. Петра Александријског. Зона медаљона образована је од допојасних архијерејских ликова. На подужним зидовима су, као и у наосу, распоређене композиције у две зоне. Над зоном медаљона на јужном зиду налазе се Вечера у Емаусу и Исцељење грбаве жене, а на северном Марија Магдалена јавља апостолима о Христовом васкрсењу и Исцељење човека са сувом руком. У вишој композиционој зони је само по једна сцена Неверовање Томино /јужно/ и Силазак у Ад /северно/. Широку сводну површину заузима представа Христа Цар царева и Велики архијереј. Висок степен очуваности зидних слика у Ваведењској цркви као и њихови ликовни квалитети разлози су што је Пустиња незаобилазна чак и у најопштијим прегледима поствизантијске уметности на нашим просторима.
Свечана прослава 4 века овог живописа била је у октобру 2022.

## Иконостас
У Пустињи је већ током зидања направљена преграда која раздваја простор наоса, намењен верницима, од олтара у који улазе само посвећени. На нашим просторима тек невелики број храмова има овакво решење преграде, а уколико је иконостас зидан онда је најчешће и осликан фрескама које замењују иконе. Овде је начињен изузетак за који се ретке аналогије могу наћи тек на широком балканском православном простору. Јер, живописци Никола и Јован, који су са великом преданошћу украсили фрескама зидове цркве, нису на прочељу преграде извели ниједну фигуралну представу. Разлог томе лежао је, очито, у погодби са ктитором да ураде и иконе на дасци и поставе их на зидани носач онако како би се проблем решавао на скелетној дрвеној конструкцији иконостаса. Срећним околностима до данас је сачуван већи део икона које су првобитно чиниле оригиналну целину са фреско украсом, успешно конзервиране и рестауриране. Иконе се сада налазе на јужном зиду припрате и то: царске двери, на којима је осим уобичајене сцене.
Благовести у дну приказана и композиција Богородичиног Ваведења, надверје са представом Гостољубља Аврамовог и део Деизисног чина. Оригинални завршни иконостасни крст са Распећем и бочним таблама на којима су приказани Богородица и Св. Јован налази се на првобитном месту, изнад зидане олтарске преграде.
Недостају, дакле, само иконе престоног низа. Но, с обзиром да је нови иконостас за цркву начињен око 1840. године по узору на стари, са великом вероватноћом претпоставља се да су и првобитно постојале само две престоне иконе-Богородица са малим Христом на престолу окружена пророцима, и Христос Пантократор на престолу окружен апостолима. Поуздан траг о времену настанка живописа и иконописа као и одређене иконографске особености, уз погрешке у исписивању старословенских текстова и много сигурније натписе изведене на грчком, омогућују да се порекло сликара Николе и Јована потражи негде у северним грчким областима, понајпре у Епиру.
Као припадници путујуће радионице, ови сликари располажу предлошцима, устаљеним још у средњем веку, које вешто прилагођавају захтевима времена и наручилаца. Да су стекли рутину у заједничком раду сведочи висока усаглашеност њихових индивидуалних рукописа, при чему су бољи као иконописци но у савладавању велике, свеже омалтерисане површине зидове. Линија им је основно средство изражавања, па служи и за дочаравање волумена, са изразитим склоностима ка декоративном, док је колорит сведен на мукле тонове сивоплаве, ружичасте, окера и непостојанозелене. У цркви се чувају реликвије међу којима су богослужбене књиге, пореклом из Русије, из друге половине 19. века, украшене иницијалима и заставицама у боји. Свети сасуди и „стојећи“ крстови на часној трпези предмети су ручне израде са занатско-уметничком обрадом. Делови од племенитог метала израђени су филигрански ситним, чипкастим мотивом са импликацијом камена који красе минијатурне дуборезне представе из Светог писма. Међу драгоценостима су кивот са делом одежде из Св. Катарине са Синаја, као и дрвени крст освећен на Христовом гробу.
Природа је непосредно окружење манастира обдарила са два извора питке, хладне воде од којих зденац „Млаковац“ западно од порте народ посећује као лековит. Други је јак извор планинске воде, на самом улазу у порту са југоисточне стране над којим је трговац Радивоје Томић подигао чесму 1902. године.

## Обнова
Првобитне манастирске зграде из времена изградње садашње цркве спаљене су 1788. године у турско-аустријском рату, од када је преко сто година манастир запустео, звона утихнула, а црква претворена у парохијску. На месту старих објеката 1953. године, када игуман Антоније Ђурђевић са братијом обнавља манастир, подигнут је конак за становање. Поред цркве налазе се две надгробне плоче које, по свој прилици, обележавају гробове старешина манастира и остаци још 26 гробова за које се сматра да припадају манастирској братији. Игуман Пахомије је 1965. године, по први пут од настанка, манастир предао сестринству.

## Манастир данас
За последње две деценије изузетним трудом малобројног сестринства и уз помоћ донатора манастир је увелико узнапредовао. Године 1986. подигнут је спратни конак са трпезаријом, владичанским одајама и ћелијама, порта ограђена каменим зидом са великом улазном капијом, а изван дворишта је изграђен економски објекат. На западном ободу порте подиже се капела која ће бити посвећена Св. Василију Острошком са парохијском трпезаријом и објектом за паљење свећа у циљу заштите фресака у главном храму. Травнато манастирско двориште, поред цветних алеја, краси столетно стабло бора, засађено 1848. године које се са правилно развијеним деблом и богатом крошњом сврстава у споменике природе. Сада се над овим местом, на почетку и крају сваког дана разлеже звук црквеног звона који одјекује шумом и преко планинских висова расејава Пустињску православну духовност.
Манастиром данас управља игуманија Нина Симић, а поред ње у манастиру се налазе још две монахиње.